# Jean Ray (juriste)
Pour les articles homonymes, voir Jean Ray et Ray.
Pour l’article ayant un titre homophone, voir Jean Rey.
Jean Joseph Ray, né le 13 juillet 1884 à Saint-Étienne et mort le 27 mai 1943 à Paris, est un juriste, philosophe, sociologue et diplomate français. Il fut un pont important entre la France et le Japon durant l’entre-deux-guerres.

## Biographie
Jean Ray naît le 13 juillet 1884 à Saint-Étienne.
Élève de l’École normale supérieure, agrégé de philosophie et docteur ès lettres et en droit, il fait partie de l’école d’Émile Durkheim,. Diplômé en 1907, il fut nommé, de 1916 à 1919, septième professeur en droit français à la chaire du même nom à l'université impériale de Tokyo.
Il devient conseiller juridique pour le gouvernement japonais, d'abord auprès du ministère japonais des Affaires étrangères, d'octobre 1918 à mars 1924, puis de mars 1927 à août 1929, au moment où la Maison franco-japonaise est créée. Entre les deux, il est conseiller juridique à l'ambassade de l'Empire du Grand Japon à Paris d'août 1924 à février 1927, puis de 1929 jusqu'à sa mort en mai 1943. En 1922, il est choisi comme précepteur français du jeune prince Hirohito.
À partir de 1934 jusqu’à 1940 il est directeur de la Série C (Sociologie juridique et morale)  des Annales Sociologiques (en avant L'Année sociologique, revue fondée par Durkheim en 1898). Entré dans la carrière diplomatique, il est conseiller juridique à l'ambassade du Japon et professeur à l'Institut des Hautes études internationales et au Centre européen de la Dotation Carnegie.
Jean Ray meurt le 27 mai 1943 en son domicile dans le 16e arrondissement de Paris.

## Philosophie du droit
Jean Ray est considéré comme représentatif de l’istitutismo (institutisme) en France, ainsi que Cesare Goretti en Italie, pour ses études sur l'institution juridique,.
Selon Giuseppe Lorini, il y a trois théories à propos du concept d'institution, :
- institutisme : voit le droit comme un ensemble d'institutions juridiques; les institutions sont conçues pour Goretti  "comme une sorte d’actions coordonnées, constituants un équilibre typique et constant de buts qui se lient dans un complexe de moyens" et pour Ray "comme des constructions juridiques”[9],[11],[12]
- institutionnalisme juridique : voit le droit comme une institution[10],[11] (Santi Romano, Maurice Hauriou).
- néo-institutionnalisme : le droit est représenté par des faits institutionnels (Neil McCormick, Ota Weinberger)[9],[13],[14].

## Œuvres

### Principaux écrits
- La méthode de l'économie politique d'après John Stuart Mill, Recueil Sirey, Paris, 1914
- Index du Code Civil: contenant tous les mots qui figurent dans le texte du Code accompagnés de références à tous les articles où ils se trouvent et illustrés de citations qui peuvent en éclairer le sens ou l'emploi, ed. F. Alcan, Paris, 1926
- Essai sur la structure logique du Code civil français, ed. F. Alcan, Paris, 1926;
- La Révolution française et la pensée juridique: l’idée du règne de la loi, "Revue historique de la France et de l’étranger", 1939, 364
- La communauté internationale d'après les traités du XVIe siècle à nos jours, "Annales sociologiques", 1938, 14

### Autres œuvres
- De la notion de donation en droit civil français, L. Larose et L. Tenin, Paris, 1912
- Commentaire du pacte de la Société des Nations selon la politique et la jurisprudence des organes de la Société, Libr. du Recueil Sirey, Paris, 1920 (nouvelles éd. 1921, 1930)
- Le Traité d'alliance japono-britannique doit-il être considéré comme incompatible avec le pacte de la Société des nations, Tokio, 1920
- De l'irrecevabilité du pourvoi en cassation pour violation ou fausse application d'une loi étrangère, Tokio, 1920
- Un précédent à la question des dettes : la liquidation d'une dette de guerre de la France envers les États-Unis, le Conflit de 1834-1836, Recueil Sirey, Paris, 1933
- Le Conflit sino-japonais et la Société des nations. La Position, l'œuvre et la politique du Japon en Mandchourie, Paris, 1933
- La Politique et la jurisprudence de la Société des Nations, Recueil Sirey, Paris, 1935
- Le Japon, grande puissance moderne, Plon, Paris, 1941; nouvelle éd. 1942

- Prix Eugène Carrière de l’Académie française
- Commentaire du statut de l'organisation internationale du travail, sans date